# David Gigliotti
David Gigliotti (*Martigues, Francia, 30 de mayo de 1985), futbolista francés. Juega de delantero y su primer equipo fue AS Mónaco.

## Clubes
| Club             | País               | Año       |
| ---------------- | ------------------ | --------- |
| AS Mónaco        | Bandera de Francia | 2005-2006 |
| ES Troyes        | Bandera de Francia | 2006-2007 |
| AS Saint-Etienne | Bandera de Francia | 2007-     |

- Datos: Q27526